# Чирній Олексій Володимирович
Чирній Олексій Володимирович — український науковець, викладач військової історії Сімферопольського інституту культури, кандидат історичних наук, з травня 2014 — український політичний в'язень.

## Життєпис

### До арешту
У 2001 році вступив до Таврійського національного університету. Навчався на історичному факультеті. Автор праці на тему "Військово-політична історія Парфії", завдяки якій здобув ступінь кандидата наук.
Поруч із теоретичною працею займався реконструкцією середньовічного озброєння, обладунків, одягу, предметів побуту. Цікавився лицарськими традиціями і намагався відновити їх: захоплювався фехтуванням, їздою верхи. Активний учасник фестивалів військово-історичної реконструкції та турнірів. Займався спелеологією, проводив екскурсії печерами Криму.

### Переслідування й арешт
Після окупації Криму Росією, 9 травня 2014 року Чирній був затриманий російськими силовиками, після чого дев'ять місяців перебував у повній ізоляції. Попри дипломатичний тиск, до нього не допускали українського консула, оскільки після затримання Чирнія оголосили громадянином Росії. Тим не менш, сам Чирній від самого початку наполягав на своєму українському громадянстві. Вперше зустріч Олексія із українським консулом Геннадієм Брескаленком відбулася лише 3 лютого 2015 року. Тоді ж Чирній повідомив, що під час затримання у травні 2014 року до нього застосовувалися тортури.

#### Справа Сенцова
Олексій Чирній вважається четвертим фігурантом «справи Сенцова», у якій, окрім нього, фігурують кінорежисер Олег Сенцов, студент Олександр Кольченко, фотограф Геннадій Афанасьєв. Усіх чотирьох звинувачують у підготовці терористичного акту.
Олексія звинувачували в участі у «терористичному угрупованні», у «терористичних діяннях», пов'язаних із підпалом офісу партії «Єдина Росія», а також у підготовці підриву пам'ятнику Леніна та меморіалу «Вічний вогонь» у Сімферополі. На відміну від решти фігурантів справи, Олексій визнав свою провину на суді, хоча не погодився з кваліфікацією своїх дій як «терористичних».

#### Вирок
21 квітня 2015 року Північно-Кавказький окружний військовий суд у Ростові-на-Дону засудив Чирнія до 7 років ув'язнення суворого режиму за звинуваченням у підготовці терактів у Криму.
Відсидів сім років різних тюрмах Росії. У травні 2021 року звільнили його із в'язниці в місті Батайськ Ростовської області, РФ.